# Pristipomoides sieboldii
Pristipomoides sieboldii és una espècie de peix de la família dels lutjànids i de l'ordre dels perciformes.

## Morfologia
- Els mascles poden assolir 79 cm de longitud total.[2][3]

## Alimentació
Menja principalment peixos, gambes, crancs, poliquets, cefalòpodes i urocordats.

## Hàbitat
És un peix marí i d'aigües profundes que viu entre 100-360 m de fondària.

## Distribució geogràfica
Es troba des de l'Àfrica oriental fins a Hawaii i el sud del Japó.